# 杏真理子
杏 真理子（きょう まりこ、1949年1月15日 - 1974年4月8日頃）は、日本の歌手。青森県三沢市出身。本名、佐藤 真理子。

## 来歴
父親はアメリカ人、母親は日本人。青森県三沢市立理美容高等学校中退。デビュー時のプロフィールでは身長160cm、体重50kg、B：85、W：61、H：91。趣味は映画、料理、編物。尊敬する歌手はアダモ、美空ひばり。
生まれ育った青森県三沢市には米軍基地があり、アメリカ人との混血である真理子は幼少期から中学を卒業する頃まで、世間から厳しい目で見られ、辛い日々を強いられた。
その後、故郷を離れ、岩手県盛岡市での生活を経て、1968年に札幌市へ移住。
1970年秋頃、札幌でマリコの愛称で親しまれているクラブ歌手がいるという話題を聞きつけ、内山田洋とクールファイブ「長崎は今日も雨だった」、森進一「命かれても」「年上の女」、殿さまキングス「なみだの操」などのヒット曲で知られる北海道在住の作曲家、彩木雅夫が現場に出向き、実際の歌声を聴きスカウトした。当時はショッキングブルーの「ヴィーナス」やドアーズの「ライト・マイ・ファイアー」などをカバーしていたと言う。
その後、小澤音楽事務所に所属、音楽プロデューサー寺本幸司に手掛けられ、1971年に日本コロムビアからシングル「さだめのように川は流れる」でプロデビューした。NTV紅白歌のベストテンで選ばれるなど評論家の支持を集めたものの、同時期にデビューした小柳ルミ子の「わたしの城下町」の爆発的ヒットに埋もれ、オリコン最高60位、売上は2.8万枚にとどまった。その後、4枚のシングルとアルバム1枚をリリースするもヒットすることはなかった。1973年9月、歌手活動を休止して、音楽の勉強のため渡米。
その後、サンフランシスコの日本人町にあるピアノ・バー「とみ子」で歌のアルバイトをしながらボイストレーニングのスタジオに通ったりして音楽の勉強に励んでいたが、1974年4月8日に行方不明になり、翌4月9日に日本人町に近いアパートで殺害され、トランクに詰め込まれた状態で発見された。25歳没。犯人の男は子供の頃日本の男性と再婚した母親の連子として埼玉県に移住。21歳の時サンフランシスコに渡った。英語が不得手な男は日本人町で旅行代理店のアルバイトなどしていたが、ピアノ・バーで知り合った真理子がビザのことで悩んでいるのを知り「何とかしてあげられる」と自分のアパートに誘い込み性行為を迫ったが拒絶されたため射殺した。翌年、男には5年の実刑判決が下った。
2016年6月24日放送の『爆報! THE フライデー』（TBSテレビ）にて、杏真理子殺人事件の特集が組まれた。
杏真理子の音源は「さだめのように川は流れる」のみが稀にCD-BOX企画などにて収録されるだけであり、その他の作品群は長らく未CD化で埋れたままであったが、2017年2月22日に未発表作品を含む歌唱音源の全てが『杏真理子 コンプリートシングルズ+』として日本コロムビアよりCD化、発売され実に43年振りに世に出ることとなった。
なお生涯、音楽賞とは全く縁がなかったが1971年、小林亜星作曲の「理由ある旅」で第4回古賀賞を受賞している。ちなみに1968年の第1回古賀賞は島倉千代子の「わかれ」であった。
2021年4月25日（日）札幌市在住の作曲家、彩木雅夫監修のもと、札幌の有志で「杏真理子デビュー50周年祝賀会」がメルキュールホテル札幌で行われた。

## 音楽
- 全てのシングル・アルバムは日本コロムビアからリリースされた。

### シングル
| # | 発売日         | A/B面 | タイトル                 | 作詞       | 作曲       | 編曲       | 規格品番 |
| - | -------------- | ----- | ------------------------ | ---------- | ---------- | ---------- | -------- |
| 1 | 1971年 4月25日 | A面   | さだめのように川は流れる | 阿久悠     | 彩木雅夫   | 馬飼野俊一 | P-123    |
| 1 | 1971年 4月25日 | B面   | 涙の空に虹が出る         | 島村葉二   | 馬飼野俊一 | 馬飼野俊一 | P-123    |
| 2 | 1971年 11月    | A面   | 理由ある旅               | 平野秀典   | 小林亜星   | 小林亜星   | P-143    |
| 2 | 1971年 11月    | B面   | 虹                       | 吉岡治     | 小林亜星   | 小林亜星   | P-143    |
| 3 | 1972年 2月     | A面   | 雪わり草                 | ちあき哲也 | 藤本卓也   | 小杉仁三   | P-157    |
| 3 | 1972年 2月     | B面   | 冬の記憶                 | ちあき哲也 | 野々卓也   | 小杉仁三   | P-157    |
| 4 | 1972年 5月     | A面   | 地下鉄のスー             | 阿久悠     | 彩木雅夫   | 小杉仁三   | P-170    |
| 4 | 1972年 5月     | B面   | 風とともに消えた         | 阿久悠     | 彩木雅夫   | 馬飼野俊一 | P-170    |
| 5 | 1972年 9月     | A面   | あやまち                 | 千家和也   | D.Faure    | 川口真     | P-184    |
| 5 | 1972年 9月     | B面   | いちどくらいはいい       | ちあき哲也 | 彩木雅夫   | 小杉仁三   | P-184    |

### アルバム

#### ベスト・アルバム
1. 杏真理子 コンプリートシングルズ+（2017年2月22日／COCP-39897）
  - 発売されたシングルとアルバム収録曲の全てに幻の未発表曲と「さだめのように川は流れる（オリジナル・カラオケ）」を加えた、初CD化作品23曲を含む全24曲が最新デジタルリマスターでCD化。